# Corteccia somatosensoriale secondaria
Nel cervello umano, la corteccia somatosensoriale secondaria (nell'acronimo inglese S2) è una regione della corteccia cerebrale situata nell'opercolo parietale sul limite superiore del solco laterale.

## Anatomia
La Corteccia Somatosensoriale Secondaria (detta S2) è una porzione della corteccia telencefalica umana facente parte del lobo parietale (al limite superiore del solco laterale) ed è coinvolta, insieme alla corteccia Somatosensoriale primaria (S1, aree 3,2,1 di Brodmann), nella ricezione ed elaborazione delle sensazioni di tipo somatosensoriale provenienti dall'esterno e dall'interno del nostro organismo, soprattutto informazioni facenti parti della sensibilità tattile protopatica, tattile epicritica, propriocettiva cosciente e in parte anche di quella dolorifica.
S2 è un'importante area di integrazione che, oltre alle proiezioni in parete parietale posteriore, presenta connessioni con la corteccia dell'insula, attraverso la quale le informazioni di S2 convergono a livello dell'ippocampo, con funzioni importanti nel consolidamento della memoria.
Lesioni di S2 possono quindi provocare deficit nell'acquisizione di specifiche tracce mnemoniche dell'informazione tattile (es. ricordo della forma di un oggetto).

## Afferenze
Le afferenze alla corteccia S2 provengono per la maggior parte dalla corteccia S1, che a sua volta riceve dal Talamo le informazioni somatosensoriali periferiche.
- Propriocezione cosciente: dalle colonne dorsali del midollo spinale si portano ai nuclei gracile e cuneato bulbari, per poi attraversare il lemnisco mediale e essere veicolate al nucleo Ventrale Superiore del Talamo, che le rimanda all'area 3A di S1, e da questa a S2
- Tattile epicritica:  dalle colonne dorsali del midollo spinale si portano ai nuclei gracile e cuneato bulbari, per poi attraversare il lemnisco mediale e essere veicolate al nucleo Ventrale Postero Laterale (VPL) e Ventrale Postero Mediale (VPM) del Talamo, da questi alle aree 3B e 1 di S1, e da queste a S2.
- Tattile Protopatica: segue la via spinotalamica anteriore, facente parte del lemnisco spinale, che si porta attraverso il MS e il tronco encefalico a contrarre sinapsi nei nuclei VPM e VPL del talamo, da questo a 3B e 1 si S1, e poi a S2
- Termica e Dolorifica: attraverso la via spinotalamica laterale, si porta lungo il MS e il tronco encefalico, contrae sinapsi nei nuclei VPL, VPM (da cui prosegue verso 3B e 1 di S1) e ventrale mediale (da cui prosegue a 3A di S1) per poi portarsi entrambe a S2.
- Area 7 di Brodmann